# Coupe du Golfe des clubs champions 1998
Navigation
Doha 1997 Djeddah 1999
La Coupe du golfe des clubs champions 1998 est la 15e édition de la Coupe du golfe des clubs champions. Organisée à Mascate au sultanat d'Oman. Elle regroupe au sein d'une poule unique les champions des pays du Golfe Persique. Les clubs rencontrent une seule fois leurs adversaires.
Cette édition fait également office de groupe éliminatoire pour la Coupe des clubs champions arabes de football 1998, puisque les deux premiers du tournoi se qualifient pour la phase finale de la compétition.

## Équipes participantes
6 équipes prennent part au tournoi :
- Al Arabi SC - Champion du Koweït 1996-1997
- Al Hilal Riyad - Champion d'Arabie saoudite 1995-1996
- Al Wasl Dubaï - Champion des Émirats arabes unis 1996-1997
- Sur Club - Champion d'Oman 1995-1996
- Al-Arabi Sports Club - Finaliste de la Prince Crown Cup 1997-1998
- Riffa Club - Champion du Bahrein 1996-1997

## Compétition
| Rang | Équipe               | Pts | J | G | N | P | Bp | Bc | Diff |  | Résultats (▼ dom., ► ext.) |  |     |     |     |     |     |
| ---- | -------------------- | --- | - | - | - | - | -- | -- | ---- |  | -------------------------- |  | --- | --- | --- | --- | --- |
| 1    | Al Hilal Riyad       | 11  | 5 | 3 | 2 | 0 | 12 | 6  | +6   |  | Al Hilal Riyad             |  | 4-1 | 2-2 | 1-1 | 2-1 | 3-1 |
| 2    | Riffa Club           | 8   | 5 | 2 | 2 | 1 | 6  | 7  | -1   |  | Riffa Club                 |  |     | 1-0 | 2-1 | 1-1 | 1-1 |
| 3    | Sur Club             | 6   | 5 | 1 | 3 | 1 | 6  | 6  | 0    |  | Sur Club                   |  |     |     | 1-1 | 2-2 | 1-0 |
| 4    | Al Wasl Dubaï        | 6   | 5 | 1 | 3 | 1 | 6  | 6  | 0    |  | Al Wasl Dubaï              |  |     |     |     | 2-1 | 1-1 |
| 5    | Al-Arabi Sports Club | 3   | 5 | 0 | 3 | 2 | 5  | 7  | -2   |  | Al-Arabi Sports Club       |  |     |     |     |     | 0-0 |
| 6    | Al Arabi SC          | 3   | 5 | 0 | 3 | 2 | 3  | 6  | -3   |  | Al Arabi SC                |  |     |     |     |     |     |

| Coupe des clubs champions du golfe Persique Al Hilal Riyad 2e titre |